# 九龍巴士91R線
九龍巴士91R線是香港由清水灣單向開往將軍澳（彩明）的巴士路線，於2014年8月24日起投入服務。
本線只於泳季假日提供服務，主要方便泳季假日來往清水灣一帶泳灘及郊野公園郊遊及游泳的調景嶺、將軍澳南及坑口居民。

## 歷史
早於2006年8月20日，擁有調景嶺及將軍澳南多條巴士路線專營權的新巴，曾於2006年及2007年泳季，開辦一條假日特別路線797R，來往調景嶺站至清水灣。不過由於服務時間有限，而來往清水灣至將軍澳南的乘客，多會乘坐專線小巴103M，故此該線於2008年泳季起，便沒有再提供服務。
直到2014年，再度出現該帶來往清水灣的假日旅遊路線，由九巴營辦91R線，首次使用彩明公共運輸交匯處，並繞經尚德及坑口。
2015年6月27日：增設到站時間預報。
2015年，九巴再度提供服務，由6月20日至10月1日期間，逢星期日及公眾假期提供服務。
2017年，九巴再度提供服務，但取消往清水灣的班次，只提供單向服務，由5月至10月期間，逢星期日及公眾假期提供服務。
2019年6月30日起，本路線繞經調景嶺站公共運輸交匯處，方便泳客於調景嶺站接駁港鐵將軍澳線或觀塘線。
2020年5月16日起，本線於星期六、日及公眾假期提供服務，開出時間為16:45、17:15、17:45。 直至7月26日受疫情影響提早結束本年度服務。
在2021年，此線於5月15日至10月1日期間，逢星期六、日及公眾假期提供服務。由6月12日起，星期六之班次減至五班車，並恢復星期日及公眾假期往清水灣的班次。
2022年，此線於5月15日至8月28日期間，逢星期六、日及公眾假期提供服務，但再次取消往清水灣的班次。

## 服務時間（詳細班次）
| 清水灣開                       | 清水灣開    | 清水灣開     |
| 日期                           | 服務時間    | 班次（分鐘） |
| ------------------------------ | ----------- | ------------ |
| 泳季期間的星期六、日及公眾假期 | 17:00-19:00 | 30           |

星期一至五（公眾假期除外）及非泳季期間不設服務

## 收費
全程：$11.9
| - 本線設有12歲以下小童及65歲或以上長者半價優惠。 - 65歲或以上香港居民使用「樂悠咭」，以及12歲以下合資格殘疾兒童使用「殘疾人士身份」個人八達通繳付車資，均可享有每程$2.0或半價（以較低者為準）的票價優惠；12至64歲合資格殘疾人士使用「殘疾人士身份」個人八達通（包括「樂悠咭」），以及60至64歲香港居民使用「樂悠咭」繳付車資，均可享有每程$2.0或全費（以較低者為準）的票價優惠。 - 65歲或以上長者如使用長者或一般個人八達通繳付車資，則只可享有半價優惠；12至64歲合資格殘疾人士如不使用「殘疾人士身份」個人八達通，以及60至64歲人士如不使用「樂悠咭」繳付車資，必須繳付全費。 - 乘客可以現金或八達通於上車時付款，不設找續。 - 每位成人乘客可免費攜帶最多兩名4歲以下而不佔座位的兒童乘客乘車，超額之4歲以下小童必須繳付小童車費乘車。 - 持有「九巴月票」之乘客在車票有效期內，每日可享最多10程任何九龍巴士及龍運巴士路線（包括本路線，以及聯營路線的九龍巴士／龍運巴士提供的班次；惟乘搭機場「A」及「NA」線則可享原價二七折優惠（不會計算每天10次合資格車程））；而B1線則每日可享最多各2程（不會計算每天10次合資格車程）。 - 九龍巴士、城巴、龍運巴士及陽光巴士全職員工及家屬（不包括外判職員）可免費乘搭本路線，惟必須拍職員或職員家屬八達通。 - 乘客亦可透過多元化電子支付系統（e度嘟）繳付車資，包括使用非接觸式VISA卡、JCB卡、萬事達卡、銀聯卡、美國運通、大來國際、Discover Card、Apple Pay、Google Pay、Samsung Pay、AlipayHK「易乘碼」、支付寶、WeChatHK／微信支付「搭車碼」、銀聯雲閃付「乘車碼」及BOC Pay「乘車碼」。乘客使用此付款方式，使用此支付方式的乘客可享有中途下車之分段收費，以及與其他九巴／龍運獨營路線或聯營線九巴／龍運班次之轉乘優惠，惟不適用於與非九巴／龍運路線之轉乘優惠，亦不能享有「公共交通費用補貼計劃」及「長者及合資格殘疾人士公共交通票價優惠計劃」。 |

## 用車
本路線採用3輛雙層巴士行走。

## 行車路線
清水灣開經：大坳門路、清水灣道、坑口道、寶寧路、常寧路、重華路、銀澳路、昭信路、寶邑路、唐俊街、唐明街、寶順路、翠嶺路、景嶺路及彩明街。

### 沿線車站
| 清水灣開 | 清水灣開       | 清水灣開               |
| 序號     | 車站名稱       | 位置                   |
| -------- | -------------- | ---------------------- |
| 1        | 清水灣巴士總站 | 清水灣巴士總站         |
| 2        | 清水灣第一灘   | 大坳門路               |
| 3        | 大環頭路       | 大坳門路               |
| 4        | 相思灣         | 清水灣道               |
| 5        | 兩塊田         | 清水灣道               |
| 6        | 下洋           | 清水灣道               |
| 7        | 上洋           | 清水灣道               |
| 8        | 檳榔灣         | 清水灣道               |
| 9        | 五塊田         | 清水灣道               |
| 10       | 孟公屋         | 清水灣道               |
| 11       | 碧沙路         | 清水灣道               |
| 12       | 銀線灣廣場     | 清水灣道               |
| 13       | 坑口道         | 清水灣道               |
| 14       | 水邊村         | 坑口道                 |
| 15       | 半見村         | 坑口道                 |
| 16       | 明德邨         | 寶寧路                 |
| 17       | 重華路         | 重華路                 |
| 18       | 煜明苑         | 銀澳路                 |
| 19       | 寶盈花園       | 寶邑路                 |
| 20       | 將軍澳站       | 唐俊街                 |
| 21       | 唐明街公園     | 唐明街                 |
| 22       | 翠嶺路         | 翠嶺路                 |
| 23       | 調景嶺站       | 調景嶺站公共運輸交匯處 |
| 24       | 彩明巴士總站   | 彩明公共運輸交匯處     |

## 外部連結
- 九巴91R線
- 681巴士總站 - 九巴91R線 （页面存档备份，存于）